# Schloss Stonsdorf

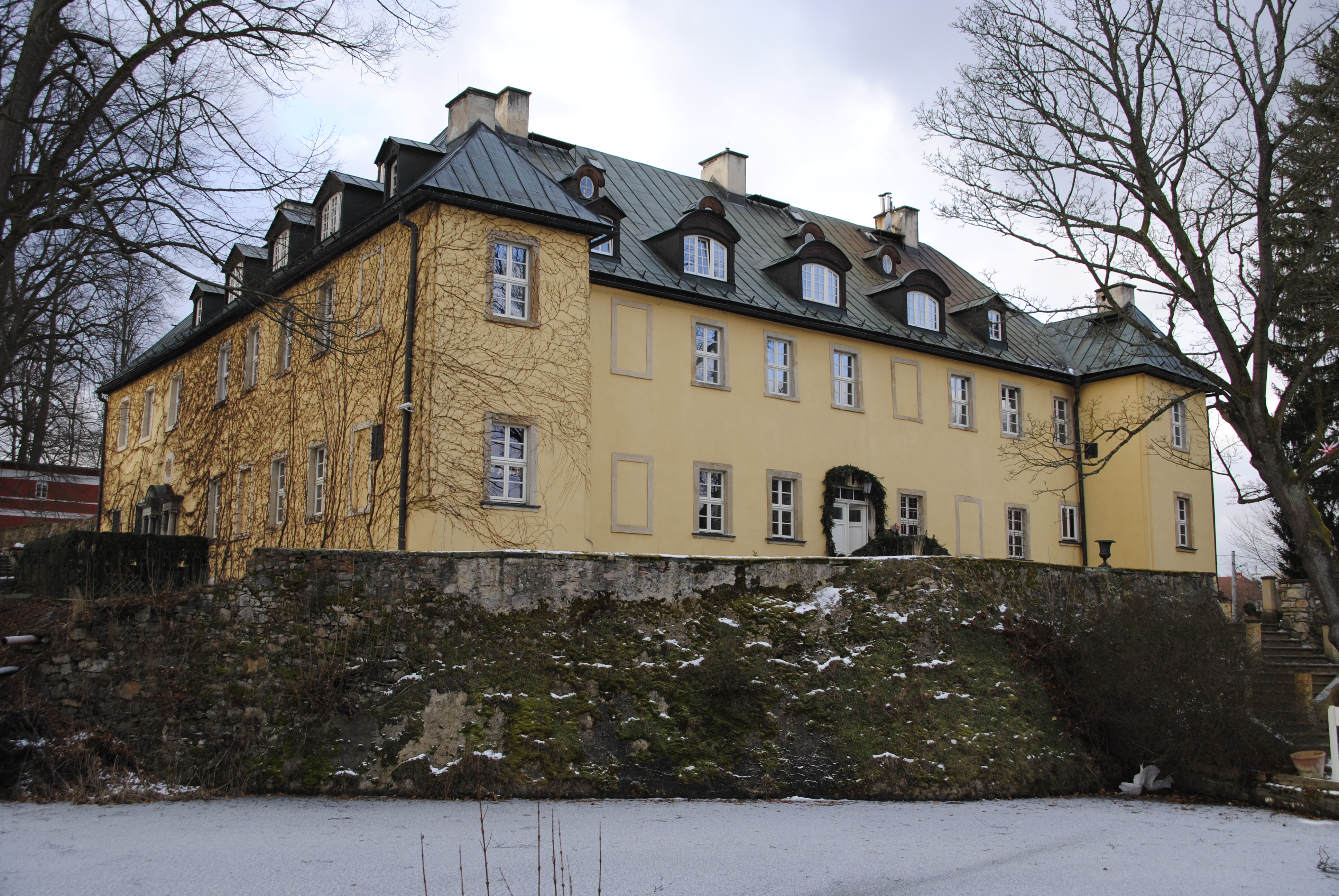
Hauptfassade

Schloss Stonsdorf (polnisch Pałac w Staniszowie) ist ein Schloss in Staniszów (Stonsdorf) im Powiat Jeleniogórski (Kreis Hirschberg) in der Woiwodschaft Niederschlesien in Polen. Es beherbergt heute ein Hotel.

## Geschichte

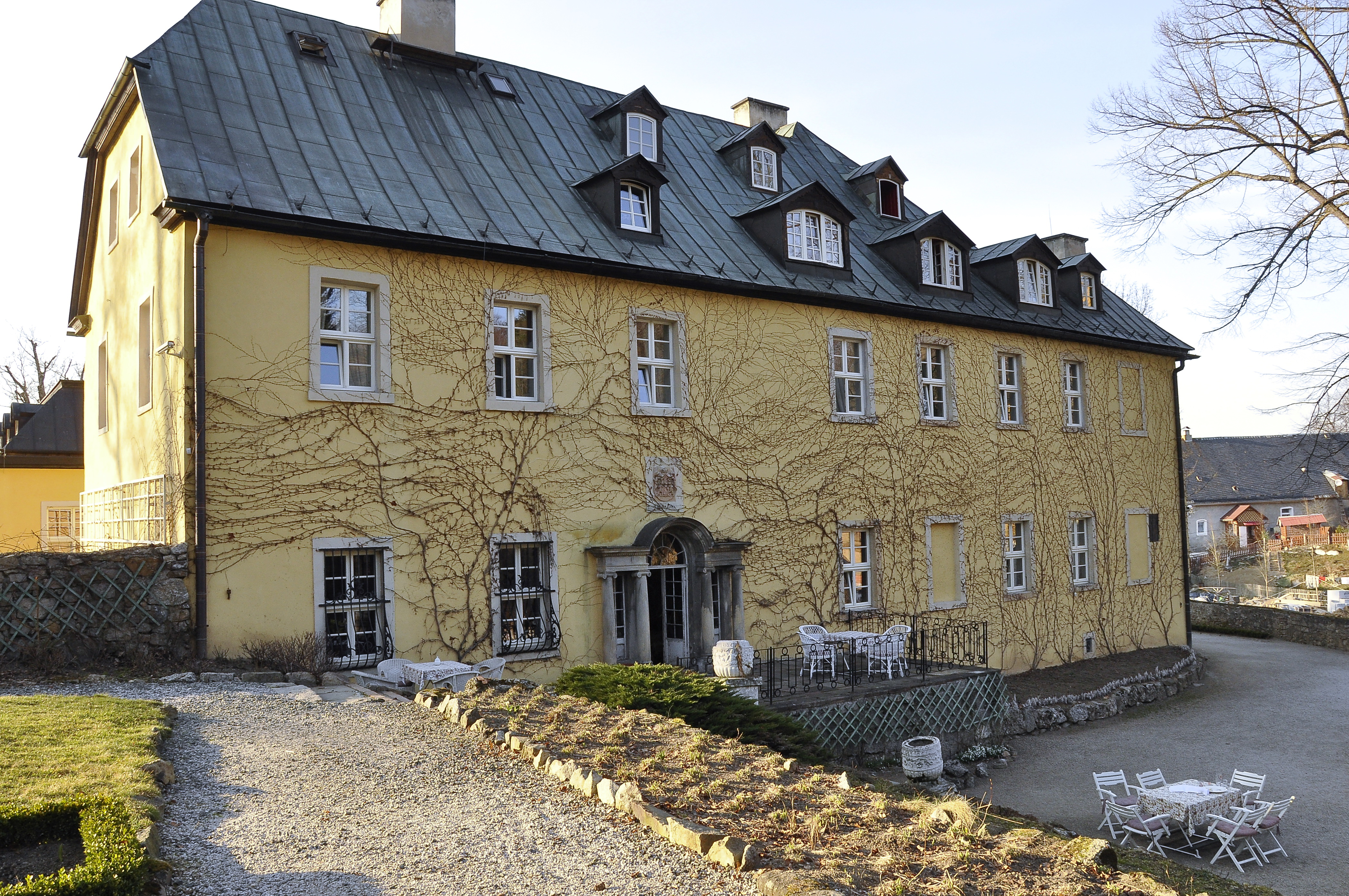
Seitenansicht

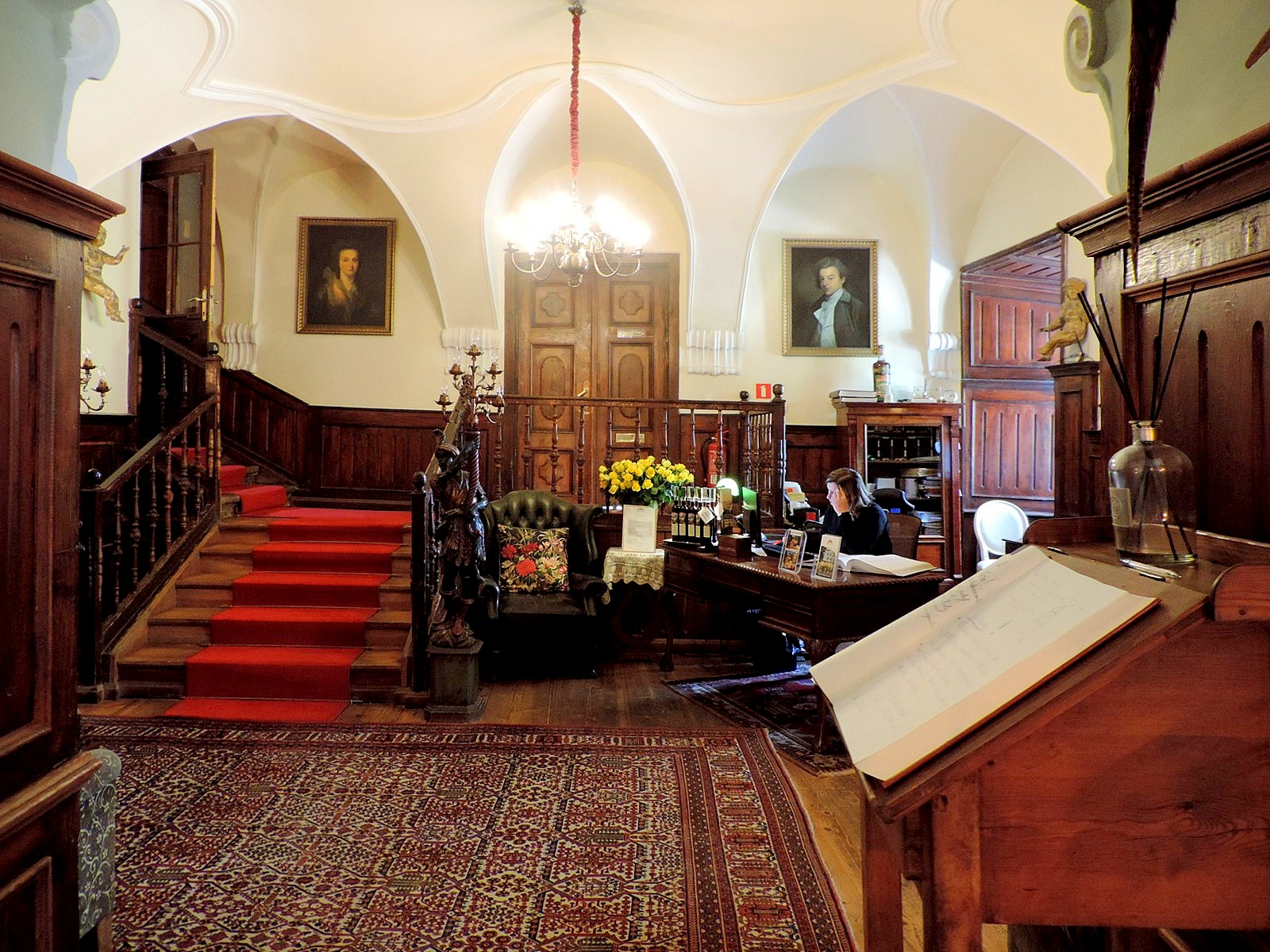
Eingangshalle mit Treppenhaus

Vom 14. Jahrhundert bis ins 18. Jahrhundert war die Familie Stange Eigentümer des Gutes und des zugehörigen Dorfes. Vermutlich geht das heutige Schloss auf ein Festes Haus des 16. Jahrhunderts zurück. Ab 1726 wurde der Bau durch die Freiherrn von Schmettau erweitert und barockisiert. Der spätere Besitzer Graf Heinrich XXXVIII. Reuß zu Köstritz (1748–1835) stattete das Schloss, seit 1750 in Familienbesitz, mit einer Sammlung altdeutscher Tafelmalerei aus. Er selbst hatte auch einen gewissen Einfluss auf die in Gründung befindliche Brüdergemeinde.
Zu Beginn des 19. Jahrhunderts wurde das Schloss nach Südwesten durch einen Gartensaal erweitert. Es wurde zu einem der wichtigsten gesellschaftlichen Mittelpunkte der Region. Der seither öffentlich zugängliche Landschaftspark mit pittoresken Felsformationen und idyllischen Parkbauten erfreute sich großer Beliebtheit.
Die Begüterung des Schlosses Stonsdorf bestehend unter anderem aus den Gütern Ober- und Mittel-Stonsdorf waren Ende der 1930er Jahre teils verpachtet an Hans-Adalbert von Restorff, respektive mittelbar an die Hirschberger Filiale der Deutschen Bank und Diskonto-Gesellschaft. 1937 heiratete Felicitas Prinzessin Reuß, Tochter des Dr. jur. Heinrich XXXIV. Prinz Reuß-Stonsdorf und der Renate Prinzessin Reuß-Trebschen, auf Schloss Stonsdorf Otto Fürst zu Ysenburg und Büdingen.
Namhafter Besitzer war bis zu seinem Tode 1942 der politisch umstrittene Heinrich XXXIII. Reuß zu Köstritz, dann formell seine beiden Kinder aus erster Ehe mit Margarete Prinzessin von Preußen, Prinzessin Marie Luise und Prinz Heinrich II, bis zur Enteignung.
Nach dem Übergang an Polen 1945 wurde das Schloss als Kindererholungsheim, später von der örtlichen Feuerwehr genutzt, verfiel aber zusehends. Heute ist das Schloss restauriert, und auch der Landschaftspark ist durch Freilegung der ursprünglichen Wege und Neupflanzung wiederhergestellt.